# Socos do caratê
Tsuki waza (突き技, técnicas de soco)[a] é a parte do caratê que estuda os golpes diretos com os punhos é, isto é, aqueles golpes — atemi waza — que são aplicados com as mãos numa trajetória mais ou menos direta. À falta de uma tradução melhor, pode-se dizer que são socos aplicados, mas nesta parte veem-se golpes que são aplicados com os dedos.

## Execução
De forma simplificada, as técnicas de soco desenvolvem-se impulsionando os punhos numa trajetória que sai do hara (腹) até o alvo. Os golpes podem ser organizados e identificados segundo suas formas e variações, sendo as formas uma técnica específica (grosso modo, um tipo de soco) e as variações, simples modos de aplicar uma técnica, tal como o Oi zuki jodan, que é um golpe direto à cabeça do adversário.
Os socos, para um olhar desatento, são considerados apenas como formas de ataque, porém, se for bem executado, respeitando exatamente a técnica, serve para repelir um ataque simultâneo, fazendo com que o contragolpe seja afastado do lutador.[carece de fontes?]

## Classificação conforme a técnica de punho
Teken no katachi (手拳の形). Conforme se usa uma ou outra técnica de punho, pode-se classificar um soco de caratê.

### Seiken zuki
Seiken zuki (正拳突き) são formadas pelos golpes aplicados usando as técnicas de punho fechado. Todavia, a área real de impacto não repousa sobre todos os quatro dedos fechados mas somente entre indicador e médio, haja vista que tal área forma exatamente uma linha reta desde si até o cúbito, além de ser bem menor, o que implica numa concentração maior da energia do golpe. Em verdade, busca-se transformar o antebraço numa espécie de lança.

### Nukite zuki
Nukite zuki (貫手突き) são golpes aplicados usando as técnicas de dedo em forma de agulha ou lâmina, isto é, são golpes de natureza perfurantes e somente visam pontos determinados, mormente aqueles específicos para de pronto incapacitar. Tais metas são apontadas por conhecimentos de kyusho waza.

### Shi zuki
Shi zuki (ン突き) são aplicados usando as técnicas de dedo em forma de bico, com os dedos formando uma ponta sólida.

## Classificação conforme a posição final do punho
Tekubi no kaiten (手首の回転, rotação do punho)

### Kara zuki
Kara zuki (空突き) é feito com a rotação do punho em 180º. É a forma básica de choku zuki, da qual todas as demais derivam: o punho atacante sai desde o tanden, com a palma para cima, e vai até o foco do ataque, finalizando-o em seiken.

### Tate zuki
Tate zuki (立て突き)  é executado rotacionando o punho em 90º, deixando-o "de pé". É uma forma mais relaxada da técnica, o que permite a troca sucessiva mais célere de golpes. Sua origem no caratê busca-se no estilo Tomari-te, que grosso modo desconhecia a técnica com rotação completa do punho, haja vista que esta última técnica seria de emprego arriscado, porque poderia sofrer um contragolpe exatamente no punho, causando extrema dor.

### Ura zuki
Ura zuki (裏突き) é indicado para aquelas situações nas quais o contacto entre os oponentes é muito rente, a técnica é executada à curta distância, mantendo-se o punho com a palma da mão para cima. Tal como sucede com a técnica de kara zuki, o punho deve ser rotacionado, assim, desde o tanden encontra-se invertido em relação à posição final da técnica.

## Classificação conforme a perna que avança

### Oi zuki
Oi zuki (追い突き) é executado golpeando-se com o punho correspondente ao pé que avança, isto é, executando um passo, o golpe sai de modo simultâneo e assim também finaliza, no momento em que terminar a passada, o golpe tem que atingir o alvo. Oi Zuki também é conhecido como soco com perseguição, posto o lutador desferir um golpe enquanto se dirige até seu oponente, que eventualmente estará ou a fugir ou a recuar.

### Jun zuki
Jun zuki (順 突き) é o soco desferido em guarda normal, isto é, em sintonia com a perna adiantada. Geralmente, usa-se em sinonímia com oi zuki.

### Gyaku zuki
Gyaku zuki (逆突き) é semelhante a jun zuki, só que é executado com o punho inverso ao pé que avança, aproveitando o movimento circular da cintura até mais eficaz. Usa-se mais em contra-ataques.

### Kizami zuki
Kizami zuki (刻み突き) é feito sem se alterar a base ou dar um sobrepasso, o lutador gira a cintura (hara) e desfere o golpe com o punho que estiver à frente (junto com a perna avançada). A potência da técnica está toda no movimento do corpo, da cintura. Serve mormente como bloqueio ou como "sombra" para execução de outro golpe.

### Nagashi zuki
Nagashi zuki (流し突き) é executado esquivando-se, isto é, quando o lutador movimenta-se diagonalmente de modo a desviar dum ataque, o golpe é desferido em posição semi-circular, a cintura move-se para potencializar a energia.

### Naoshi zuki
Naoshi zuki (流し突き), ou ren zuki (連突き), é uma seqüência de socos.
- Nidan zuki (二段突き): dois socos seguidos, sendo ambos chudan.
- Sanbon zuki (三本突き): três socos seguidos, sendo o primeiro jodan e os próximos chudan.
- Gyaku sanbon zuki (逆三本突き): três socos seguidos, sendo todos chudan.
- Tomoe zuki (巴突き) é uma sequência de um soco reto e um circular, no qual o braço que ataca assume uma forma de um vibrião. Situa-se como técnica intermédia de mawashi zuki e furi zuki.[4]

O golpe inicial sai reto, mas o braço — ude — gira logo ao fim do percurso impulsionado pela rotação da cintura. A técnica visa principalmente o plexo solar: o primeiro golpe atinge a resgião, retirando o fôlego do adversário ao despejar a energia contra o diafragma, enquanto o segundo golpe atinge ou o fígado ou o baço. Adicionalmente, o segundo golpe possui potencial defensivo, pelo que é capaz também de desviar um contragolpe.
É encontrado este golpe nos katas fukyugata ni, bassai e rohai.

### Awase zuki
O Awase zuki (合わせ突き) é um soco em forma de "U" ou "V", executado mormente com o braço superior em posição inversa à perna que avança. A trajetória de ambos os golpes são direcionadas juntas.

## Classificação conforme a trajetória do punho
Tekubi no kiseki (手首の軌跡, trajetória do punho)

### Choku zuki
Choku zuki (直突き, soco direto) é executada partindo o punho de ataque armado ao lado do copo, rente ao hara, em movimento direto e rotacionado até o alvo; o cotovelo permanece sempre rente ao corpo, no fito de também defletir eventuais contra-ataques.
Há duas formas de execução: em trajetória direta em ângulo e linearmente no eixo central do corpo. Quando se executa em movimentação de "caminhada", de passo — como durante uma luta (kumite) —, não deve se resumi-la apenas nos movimentos de braços e mãos, o cerne não se exaure nela mesma, ao contrário, o escopo é canalizar toda a energia (ki) na extremidade do punho.
A postura influencia sobremaneira e o lutador deve executar harmonizando o corpo com o movimento circular de cintura, o qual transferirá o movimento cinético dos passos (e idealmente da Terra) para o ponto de contato. Importante ainda o praticante manter, ao caminhar, a mesma altura (ayumi dashi), de forma que o esforço seja mínimo e o equilíbrio não seja afetado.
A origem da técnica na cércea do caratê repousa principalmente no estilo Shuri-te, no qual é mais praticada a forma em seiken. Tanto que se refere a oi zuki e gyaku zuki como sinônimos de choku zuki.

#### Age zuki
Age zuki (揚げ突き) é executado ascendendo o punho. Diferencia-se do Choku Zuki Jodan porque neste o punho segue uma trajetória direta, desde o tanden até o rosto do adversário e, em age zuki, o punho move-se tal e qual um pêndulo. O golpe aparece no kata Enpi, do estilo Shotokan.
Age zuki (揚げ突き) no estilo Shito-ryu o golpe se assemelha ao uppercut do boxe, podendo ser encontrado no kata Kururunfa.

#### Gedan zuki
Gedan zuki (下段突き), ou otoshi zuki (落突き), é semelhante a age zuki, pero o punho vai em direção descendente. Dependendo so estilo praticado, o punho pode seguir ao alvo numa trajetória reta simples ou conjugada a um movimento semicircular.

#### Yoko zuki
Yoko zuki (横突き) é direcionado para a lateral do corpo. Recomenda-se usar da técnicas apenas em bases altas, como sanchin dashi, no fito de possibilitar o giro de cintura e conduzir adequadamente a energia.

#### Heiko zuki
Heiko zuki (平行突き) compreende dois golpes diretos executados juntos com os braços paralelos.

#### Morote zuki
Morote zuki (諸手突き) é similar a heiko zuki, mas os punhos deslocam-se como se se encontrar fossem no alvo: os braços ao fim do movimento formam um triângulo com o tronco.

#### Sayu zuki
Sayu zuki (左右突き) é muito similar a yoko zuki, porém  saem dois golpes simultâneos a ambos os lados, fazendo com que o corpo assuma a forma de T. A contrário do que se pode imaginar a priori, não se trata exatamente de dois golpes dirigidos a dois adversários diversos, mas de um golpe que visa canalizar a energia do ataque linearmente contra um único adversário. Em verdade, pode e deve conforme o caso ser usado contra dois oponentes, porém é muito eficaz contra um alvo específico, pois canaliza a força de dois ataques contra um ponto específico.

### Wa zuki
Wa zuki (輪突き) é aquele golpe directo feito com trajetória circular, isto é, o alvo ainda é um ponto determinado no corpo do adversário, pero, assim como sucede principalmente no boxe, a linha que a mão segue é uma curva. Não é uma técnica fácil de ser dominada eficazmente, mas é muito poderosa, pois é naturalmente evasiva e ofensiva de molde simultâneo.

#### Mawashi zuki
Mawashi zuki (回し突き) é um soco circular, no qual a trajetória é um semi-círculo, ou um círculo raso. Diz-se que é a principal forma desse tipo de técnica.
- Ryote mawashi zuki (両手回し突き)

#### Age zuki
Age zuki (揚げ突き) no estilo Shito-ryu o golpe se assemelha ao uppercut do boxe, podendo ser encontrado no kata Kururunfa.

#### Furi zuki
Furi zuki (振り突き) executa-se saindo da posição junto ao corpo, o braço que ataca abre-se lateralmente levando consigo a mão para longe do corpo, de modo a afastar mais o cotovelo, e conduzindo o punho em arco para frente. Detalhe: deve-se virar a palma da mão que ataca ligeiramente para fora.

#### Kagi zuki
Kagi zuki (鉤突き) é um soco em forma de gancho, realizado na região do abdômen sendo que o atacante se localiza a lateral de quem sofre o golpe.
- Shita zuki (振突き ou 下突き)

#### Hasami zuki
Hasami zuki (はさみ突き) é executado com dois socos circulares cujas trajetórias se fecham em direção alvo. Diz-que é um soco em forma de tesoura.

#### Yama zuki
Yama zuki (山突き) é uma variação da forma direta awase zuki, mas é executado com os golpes superior e inferior aplicado em semi-círculo. Além de o lutador aplicar os golpes com os punhos, deve inexoravelmente usar do tanden, no escopo de potencializar a energia usada.

### Sun zuki
Sun zuki (山突き) é conhecido como "soco de uma polegada", ou seja, o punho percorre um espaço mínimo até o alvo.